# Austria en los Juegos Paralímpicos de Seúl 1988
Austria estuvo representada en los Juegos Paralímpicos de Seúl 1988 por un total de 43 deportistas, 37 hombres y seis mujeres.

## Medallistas
El equipo paralímpico austríaco obtuvo las siguientes medallas:
| Nombre                                          | Deporte       | Evento                                          |
| ----------------------------------------------- | ------------- | ----------------------------------------------- |
| Oro                                             |               |                                                 |
| Kurt Prall                                      | Atletismo     | 400 m B2 masculino                              |
| Harald Roth                                     | Atletismo     | Jabalina A6A8A9L6 masculino                     |
| Walter Pichler                                  | Atletismo     | Disco A1-3A9L3 masculino                        |
| Walter Pichler                                  | Atletismo     | Peso A1-3A9L3 masculino                         |
| Anton Scheiber                                  | Atletismo     | Disco C7 masculino                              |
| Anton Scheiber                                  | Atletismo     | Peso C7 masculino                               |
| Luis Grieb                                      | Atletismo     | Disco 4 masculino                               |
| Walter Pfaller                                  | Atletismo     | Pentatlón 4 masculino                           |
| Manfred Hartl                                   | Atletismo     | Pentatlón A4A9 masculino                        |
| Peter Starl                                     | Tenis de mesa | Individual 3 masculino                          |
| Rudolf Hajek                                    | Tenis de mesa | Individual 1B masculino                         |
| Equipo                                          | Tenis de mesa | Equipo 2 masculino                              |
| Hubert Aufschnaiter Oskar Kreuzer Werner Müller | Tiro          | Pistola de aire por equipos clase abierta mixto |
| Plata                                           |               |                                                 |
| Mariano Susitz                                  | Atletismo     | Salto de longitud B2 femenino                   |
| Andreas Siegl                                   | Atletismo     | Salto de altura A2A9 masculino                  |
| Josef Loisinger                                 | Atletismo     | Pentatlón 3 masculino                           |
| Karl Mayr                                       | Natación      | 200 m estilos C8 masculino                      |
| Gabriele Kirchmair                              | Tenis de mesa | Individual 2-4 femenino                         |
| Equipo                                          | Tenis de mesa | Equipo 3 masculino                              |
| Hubert Aufschnaiter                             | Tiro          | Pistola de aire 2-6 masculino                   |
| Bronce                                          |               |                                                 |
| Karin Gambal                                    | Atletismo     | 100 m A4A9 femenino                             |
| Karin Gambal                                    | Atletismo     | 200 m A4A9 femenino                             |
| Hildegard Monschein                             | Atletismo     | Disco B1 femenino                               |
| Hildegard Monschein                             | Atletismo     | Jabalina B1 femenino                            |
| Andreas Siegl                                   | Atletismo     | 100 m A2A9 masculino                            |
| Georg Schrattenecker                            | Atletismo     | Maratón 5-6 masculino                           |
| Josef Fuchs                                     | Atletismo     | Maza C4 masculino                               |
| Momfred Atteneder                               | Atletismo     | Peso C5 masculino                               |
| Christoph Etzlstorfer                           | Atletismo     | Pentatlón 1C masculino                          |
| Karl Mayr                                       | Natación      | 400 m libre C8 masculino                        |
| Hildegard Fetz                                  | Tenis de mesa | Individual 4 femenino                           |
| Equipo                                          | Tenis de mesa | Equipo 4 femenino                               |
| Fritz Altendorfer                               | Tenis de mesa | Individual 2 masculino                          |
| Christian Sutter                                | Tenis de mesa | Individual 3 masculino                          |
| Equipo                                          | Tenis de mesa | Equipo 1B masculino                             |